# مرجاس مقطع الأوراق
مرجاس مقطع الأوراق (الاسم العلمي:Auriscalpium dissectum) هو نوع من الفطريات يتبع جنس المرجاس من الفصيلة المرجاسية.